# Бондар Віктор Васильович
Ві́ктор Васи́льович Бо́ндар (нар. 5 листопада 1975, Ленінград) — український політик, чиновник і підприємець, колишній міністр транспорту та зв'язку України (2005—2006), заступник голови Секретаріату Президента (2006—2007), голова Дніпропетровської обласної державної адміністрації (2007—2010). Народний депутат України VII, VIII та IX скликань.
З вересня 2019 року — керівник депутатської групи «За майбутнє» у Верховній Раді.

## Біографічні відомості
Народився 5 листопада 1975 року у Ленінграді СРСР.
Освіта повна вища. У 1992 році закінчив Київське Суворівське військове училище. У 1997 закінчив юридичну академію України ім. Ярослава Мудрого за фахом правознавство, кваліфікація — юрист. У 2004 закінчив Національний технічний університет України «Київський політехнічний інститут» за спеціальністю «Інформаційні управляючі системи та технології», кваліфікація — аналітик комп'ютерних систем.
Має такі нагороди та почесні звання:
- Почесна грамота Кабінету Міністрів України (2002);
- Подяка Прем'єр-міністра України (2005);
- Почесна грамота Кабінету Міністрів України (2006);
- Хрест офіцера Ордену «За заслуги перед Литвою» (2006);
- орден «За заслуги» III ступеня (2008);
- нагрудний знак «За заслуги перед містом» III ступеня (2008);
- нагрудний знак «За заслуги перед містом» II ступеня (2009);
- Почесна грамота ВРУ (2010);
- нагрудний знак Митної служби "Золота зірка «За заслуги» (2011).

## Трудова діяльність

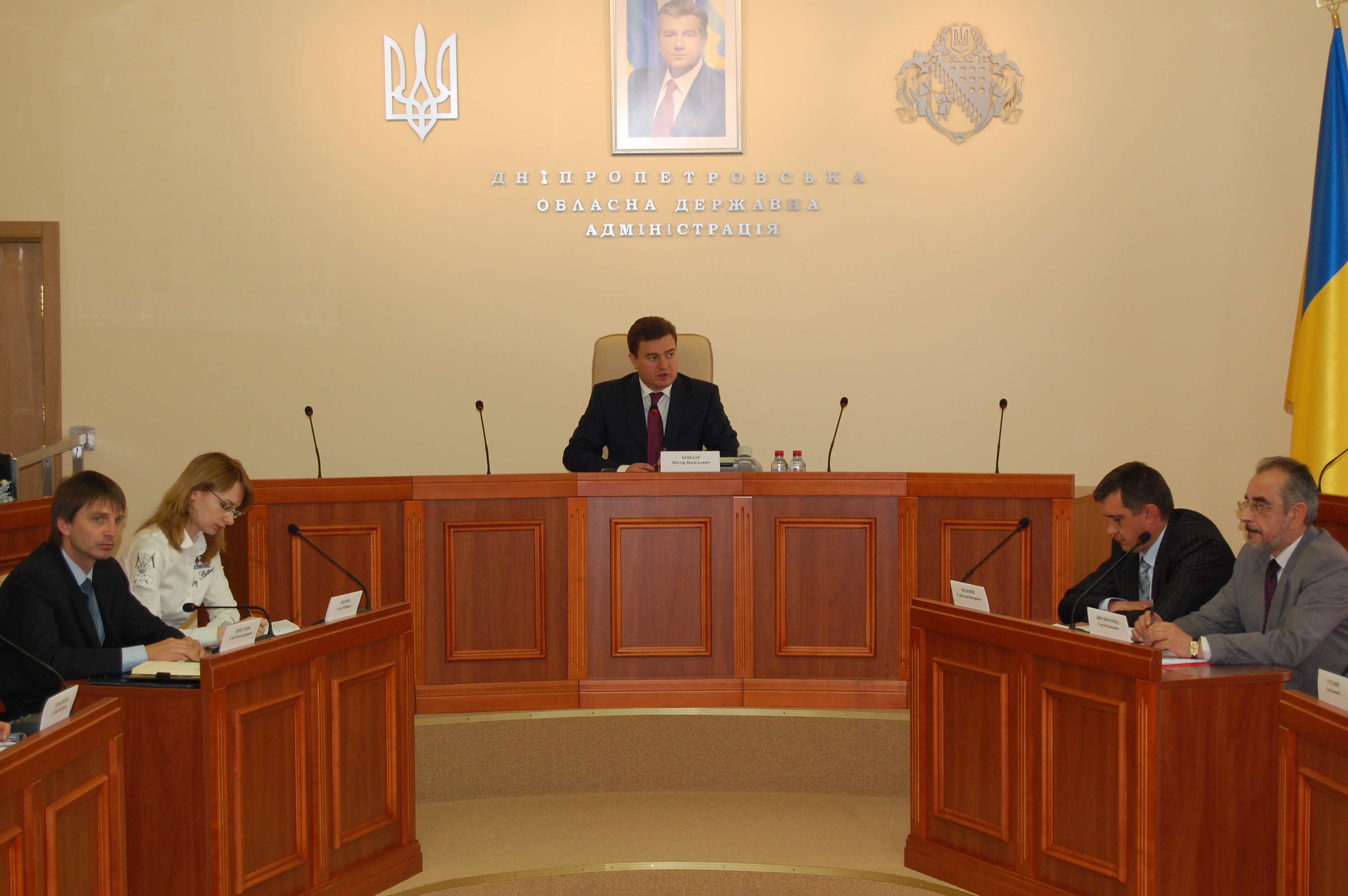
Віктор Бондар, голова Державної адміністрації Дніпропетровської області. 2009 р.

З березня 1996 року по вересень 2000 року працював на посадах юридичного радника Фінансово-промислової групи «Сігма» (Харків); заступника директора Європейського фонду розвитку (Харків); голови правління ВАТ «Донецький м'ясокомбінат» (Донецьк); віцепрезидент ТОВ «Українські комунікації» (Київ)
З вересня 2000 року по липень 2005 року працював у Секретаріаті Кабінету Міністрів України на посадах керівника Центру інформаційних ресурсів, заступника начальника Управління інформаційних ресурсів, начальника Управління стратегії розвитку інформаційних ресурсів та технологій Департаменту внутрішньої політики, заступника директора Департаменту зв'язків з Верховною Радою України та моніторингу інформації.
В 2005—2006 роках очолював Міністерство транспорту та зв'язку України.
З вересня 2006 року по вересень 2007 року працював заступником Голови Секретаріату Президента України.
З вересня 2007 року по лютий 2010 року очолював Дніпропетровську обласну державну адміністрацію.
З 2010 року по 2012 рік працював на посаді заступника Голови Державної митної служби України.
У 2012 році обраний народним депутатом України.
У 2014 році повторно обраний народним депутатом України.
З 2015 року по червень 2019 голова Партії Відродження, керівник депутатської групи «Партія „Відродження“».
У 2019 році втретє обраний народним депутатом України. Керівник депутатської групи в Верховній Раді України «За майбутнє».
З липня 2022 року став позафракційним народним депутатом, вийшовши зі складу депутатської групи у ВРУ «За Майбутнє»[джерело?]. Входить до складу Комітету Верховної Ради України з питань транспорту та інфраструктури

## Політична діяльність
З липня 2008 по квітень 2009 року був заступником лідер партії «Єдиний центр», ініціатива створення якої належала голові адміністрації президента Ющенка — Віктору Балозі. Організувавши фінансування партійного осередку в Дніпропетровській області в результаті протиріч про роль партії в президентських виборах — написав заяву про вихід з партії.
Після першого туру президентських виборів-2010 (коли президент Ющенко набрав лише близько 5 % голосів) в січні 2010 року Віктор Бондар почав працювати на перемогу Юлії Тимошенко, не дивлячись на те, що президент Віктор Ющенко фактично працював на перемогу Януковича, закликаючи «помаранчевого виборця» голосувати «проти всіх» («помаранчевий виборець» потенційно міг голосувати саме за Тимошенко, а не за Януковича, тому заклик Ющенка «проти всіх» завдавав шкоди саме Тимошенко). 4 лютого 2010 президент Ющенко звільнив Віктора Бондаря з посади губернатора (голови Дніпропетровської облдержадміністрації) — 7 лютого відбувся вирішальний Другий тур президентських виборів-2010. Сам Бондар також зазначав, що його звільнення з посади голови ОДА було абсолютно політичним і пов'язане з відмовою допомагати Ющенко-Януковичу під час президентських виборів.
26 травня 2010 року Кабінет Міністрів запровадив додаткову посаду заступника голови Державної митної служби (вже працювало шестеро заступників) і призначив на неї Віктора Бондаря за квотою комуністичної партії України, яка входила в правлячу коаліцію з «Партією регіонів».
16 червня 2010 року (коли розпочалися перші арешти соратників Тимошенко) Віктор Бондар зробив заяву, що взагалі виходить з політики.
Тим не менш, 24 грудня 2010 року Бондар був заарештований — справу порушено за ознаками злочинів, передбачених ч. 5 ст. 27, ч. 2 ст. 194 і ст. 353 Кримінального кодексу України (пособництво в умисному знищенні чужого майна, що завдав майнової шкоди в особливо великих розмірах, поєднане із самовільним присвоєнням владних повноважень). Більшість експертів схиляються до думки, що арешт був політично мотивованим та мав незаконний характер. Віктора Бондаря звинуватили у пособництві в умисному знищенні незавершеного будівництва автовокзалу «Теремки» в Києві в 2006 році (тоді Бондар працював в уряді Єханурова на посаді заступника міністра транспорту Євгена Червоненка), мовляв, його дії спричинили збитки державі на суму понад п'яти з половиною мільйонів гривень (тобто біля $1 млн). Його арешт генпрокурор Пшонка прокоментував як доказ того, що «влада Януковича» арештовує не лише опозиціонерів, а й «чиновників свого уряду».
Під арештом Бондар перебував лише кілька днів, а вже 28 грудня 2010 його звільнили під «підписку про невиїзд».
Не дивлячись на «підписку про невиїзд» та слідство, Бондар не був звільнений з посади заступника голови Митної служби. 23 березня 2011 Указами Президента Януковича з займаних посад звільнені заступники голови Державної митної служби: Віктор Бондар, Сергій Сьомка, Ігор Тимофєєв, Геннадій Георгієнко, Павло Пашко, але всі вони за наказом голови Держмитслужби Ігоря Калєтніка призначені директорами департаментів Держмитслужби.
Лише 27 вересня 2012 року стало відомо, що ще в вересні 2011 року — справу проти Бондаря закрили «за відсутністю складу злочину».
В 2011—2012 роках Бондар не брав участі у політиці, але восени 2012 року Віктор Бондар взяв участь у парламентських виборах як «незалежний кандидат» (зареєструвався як безпартійний самовисуванець) — у мажоритарному виборчому окрузі № 191 на Західній Україні, в Хмельницькій області. Він виграв вибори, перемігши висуванця від Партії Регіонів, голову Хмельницької облради Миколу Дерикота. У Верховній Раді Бондар разом з іншими самовисуванцями Хмельниччини вступив у фракцію Партії регіонів. При цьому Бондар публічно відмовився вступати до лав самої Партії регіонів, а також передавати їм свою депутатську карту для голосування.
Але, не дивлячись на входження у фракцію Партії регіонів, Віктор Бондар неодноразово голосував у розріз з партійною більшістю. Так, наприклад, 11 січня 2013 року він проголосував (разом з іншими сімома депутатами з фракції «Партії регіонів») за «Закон про декриміналізацію статей Карного Кодексу, за якими засуджено Тимошенко та Луценка».
19 лютого 2014 року Віктор Бондар заявив про вихід з фракції Партії регіонів. Свій крок він пояснив тим, що під час виборів він обіцяв своїм виборцям європейський курс розвитку країни. Але керівництво країни одноосібним рішенням змінило цей курс на протилежний, чим ледь не спровокувало громадянську війну в країні. Після цього Бондар став одним зі співзасновників депутатської групи «Суверенна Європейська Україна».
26 жовтня 2014 року Віктор Бондар переміг у кандидата від Партії «Блок Петра Порошенка» Дениса Москаля на позачергових парламентських виборах в одномандатному окрузі № 191 (Хмельницька область) та був обраний народним депутатом України 8-го скликання. У Верховній Раді Бондар вступив до депутатської групи «Воля Народу».
З 5 червня 2015 р. по червень 2019 р. — голова політичної партії «Відродження».
З 5 вересня 2017 р. по червень 2019 р. — голова депутатської групи «Партія „Відродження“».
4 січня 2019 року Центральна виборча комісія зареєструвала Віктора Бондаря кандидатом в Президенти на чергових виборах 31 березня.
На виборах до Верховної ради України у 2019 році самовисуванець Бондар втретє здобув перемогу на 191 виборчому окрузі (Хмельницька область) з результатом 30,63 % голосів. Цього разу головним його опонентом була кандидатка від Партії «Слуга народу» Марина Потапова.
Віктор Бондар подав 1911 правок до антиколомойського закону, який є умовою для отримання Україною траншу МВФ.
Під час засідання Вищого антикорупційного суду Віктор Бондар вирішив взяти на поруки свого колегу із групи «За майбутнє» Ярослава Дубневича.
У серпні 2019 року обраний народним депутатом України 9-го скликання та став керівником депутатської групи «За майбутнє».

## Розслідування

### Підозра у заволодінні грошей при закупівлях для Укрзалізниці (2021-2022)
17 січня 2025 року НАБУ та САП повідомили Бондарю про підозру за можливу причетність до корупції. Бондаря підозрюють у заволодінні 140 млн грн при закупівлі кабелів для "Укрзалізниці" протягом 2021-2022 років.
У січні 2025 року ВАКС призначив Бондарю заставу в розмірі 100 млн гривень.  28 лютого 2025 року Апеляційна палата ВАКС розглянула апеляційні скарги сторони захисту на ухвалу слідчого судді ВАКС від 14.02.2025 про зміну запобіжного заходу у виді тримання під вартою з альтернативою внесення застави у розмірі 100 млн грн народному депутату України.

## Критика
У серпні 2020 року став одним з ініціаторів подання до Конституційного Суду щодо відповідності Конституції низки положень антикорупційного законодавства. 28 жовтня КСУ оприлюднив рішення, згідно з яким скасовується відповідальність за недостовірне декларування та саме електронне декларування.
Станом на 2013 рік суміщав депутатський мандат із підприємницькою діяльністю. Голосував за «диктаторські закони» 16 січня 2014 року.
Не прокоментував походження коштів на заставу у ЦВК. Займався неособистим голосуванням.
Займався підкупом виборців.
За інформацією аналітиків, Бондар у звіті зазначив, що витратив 914 692 гривень на свої передвиборчі кампанії, але відповідно до зазначених у звіті витрат у підсумку назбиралось лише 556 128 гривень. Витрати на загальну суму у розмірі 358 564 гривень кандидат так і не відобразив.
ТОВ «Будінформ», директором якої є Падалка Олександр, а співзасновника народний депутат партії «Відродження» Віктор Бондар та Лариса Деревянко наприкінці 2018 року розпочали будівництво житлового будинку на схилах Кловського Яру базуючись на прострочених дозволах та у невідповідності Генеральному плану м. Києва.

## Законотворчість
Бувши народним депутатом VII скликання Верховної Ради України, Віктор Бондар став автором низки законодавчих ініціатив. Серед яких: Був одним з 59 депутатів, що підписали подання, на підставі якого Конституційний суд України скасував статтю Кримінального кодексу України про незаконне збагачення, що зобов'язувала держслужбовців давати пояснення про джерела їх доходів і доходів членів їх сімей. Кримінальну відповідальність за незаконне збагачення в Україні запровадили у 2011 році, автором нововведень був депутат від КПУ Валерій Бевз.

## Особисте життя
Розлучений, виховує чотирьох дітей.